# Ocypodidae
Die Ocypodidae sind eine Familie der Krabben (Brachyura). Alle Vertreter der Ocypodidae leben amphibisch an den Stränden tropischer Meere, auf Sand, Schlamm oder in Mangroven. Die meisten Arten graben zum Schutz Wohnhöhlen in den Bodengrund, in die sie sich auch während der Flut zurückziehen.

## Systematik
Die Familie der Ocypodidae umfasst drei Unterfamilien.

### Unterfamilien und Gattungen
Ehemals waren es 18 Gattungen, mittlerweile umfasst die Familie 13 Gattungen in drei Unterfamilien u. a. die Mangrovenkrabben (Ucides), die Winkerkrabben (Uca) und die Reiterkrabben (Ocypode).
- Unterfamilie Gelasiminae Miers, 1886
  - Austruca Bott, 1973
  - Cranuca Beinlich & von Hagen, 2006
  - Gelasimus Latreille, 1817
  - Leptuca Bott, 1973
  - Minuca Bott, 1954
  - Paraleptuca Bott, 1973
  - Petruca Shih, Ng & Christy, 2015
  - Tubuca Bott, 1973
  - Xeruca Shih, 2015
- Unterfamilie Ocypodinae Rafinesque, 1815
  - Afruca Crane, 1975
  - Ocypode Weber, 1795 - Reiterkrabben oder Rennkrabben
  - Uca Leach, 1814 - Winkerkrabben
- Unterfamilie Ucidinae Števčić, 2005
  - Ucides Rathbun, 1897
    - Ucides cordatus
    - Ucides occidentalis

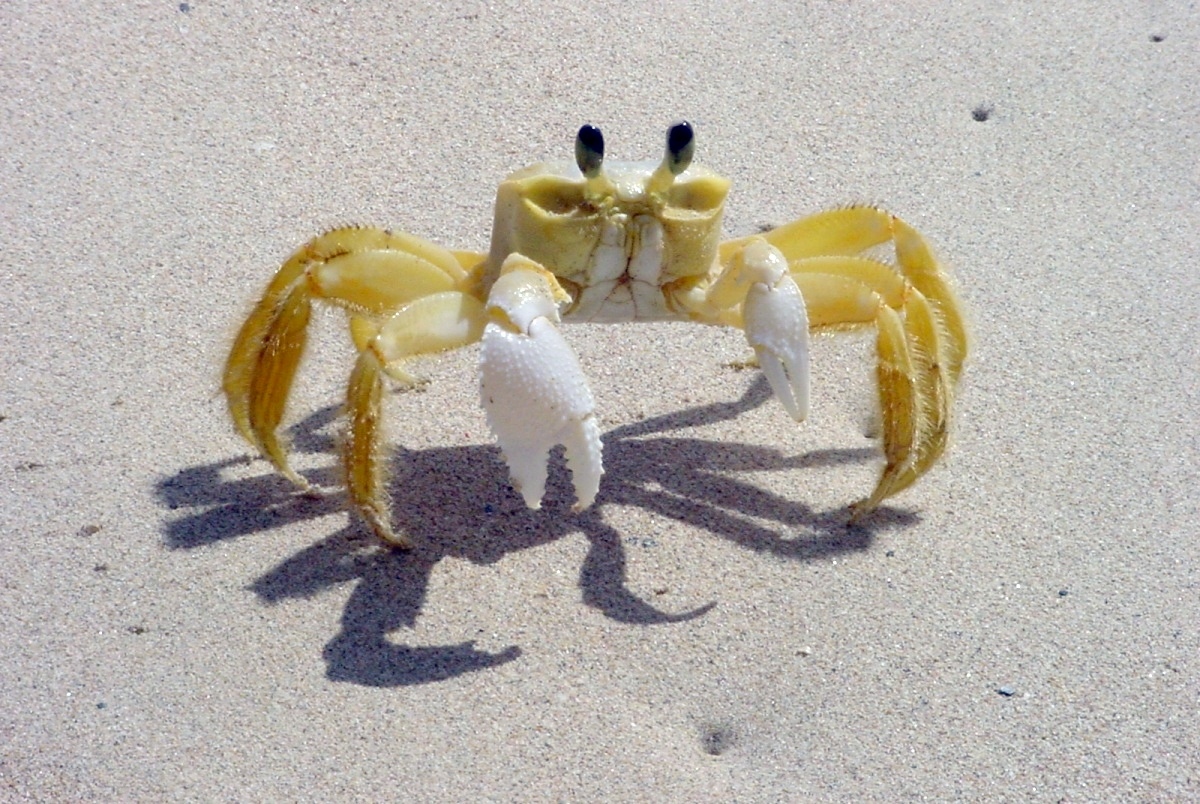
Westatlantische Reiterkrabbe (Rennkrabbe Ocypode quadrata, „rechtsscheriges“ Individuum)
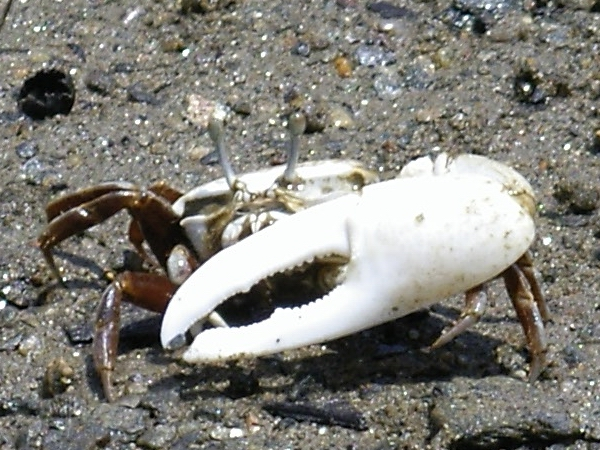
Uca lactea, „linksscheriges“ Männchen